# Thüringentag

Logo der Thüringentage

Der Thüringentag ist ein mehrtägiges Volksfest in Thüringen.
Die Veranstalter dieses Landesfesttags sind die Thüringer Landesregierung und die jeweils gastgebende Stadt. Zum festen Programm des Thüringentags gehört unter anderem ein Festumzug.

## Geschichte
1996 wurde der Thüringentag erstmals veranstaltet, unter anderem weilte damals auch Bundespräsident Roman Herzog in Altenburg. Ein Höhepunkt des Festumzuges war das Altenburger Bauernreiten.
2004 wurde kein Thüringentag organisiert, weil der Freistaat Thüringen Ausrichter des zentralen Festakts zum Tag der Deutschen Einheit in Erfurt war. Stattdessen gab es ein Bürgerfest mit dem Motto 15 Jahre Frieden und Freiheit für Europa.
Der Thüringentag 2006 stand unter dem Motto „Rendezvous in Jena“. Hintergrund ist der 200. Jahrestag der Schlacht bei Jena und Auerstedt. Das Fest wurde als Freundschaftsfest zum „Deutsch-Französischen Jahr 2006“ gefeiert und fand unter anderem deshalb auch am französischen Nationalfeiertag anstelle wie bisher Anfang Oktober statt. Es wurden 300.000 Besucher gezählt.
Das Thüringer Landeskabinett beschloss 2006, aus Spargründen das Fest ab 2007 nur noch alle zwei Jahre stattfinden zu lassen. Außerdem soll der Termin dauerhaft vom Zeitraum des Tags der Deutschen Einheit auf die Sommerzeit verlegt werden. 
2007 fand die Veranstaltung im Juli in Eisenach statt, da das Jahr 2007 als das „Elisabeth-Jahr“ zum 800. Geburtstag von Elisabeth von Thüringen begangen wurde. Es wurden 150.000 Besucher gezählt. Bis 2007 war Michael Meinung der Projektleiter der Veranstaltungen.
2009 nahmen rund 200.000 Menschen an dem Fest teil.
Der für 2021 in Schmalkalden geplante Thüringentag wurde auf Grund der COVID-19-Pandemie in Deutschland auf das Jahr 2023 verschoben.
Mit Gotha hatte 2025 erstmals eine Stadt zum zweiten Mal den Thüringentag ausgerichtet. Die Stadt war bereits 2011 Gastgeber.

## Veranstaltungsorte

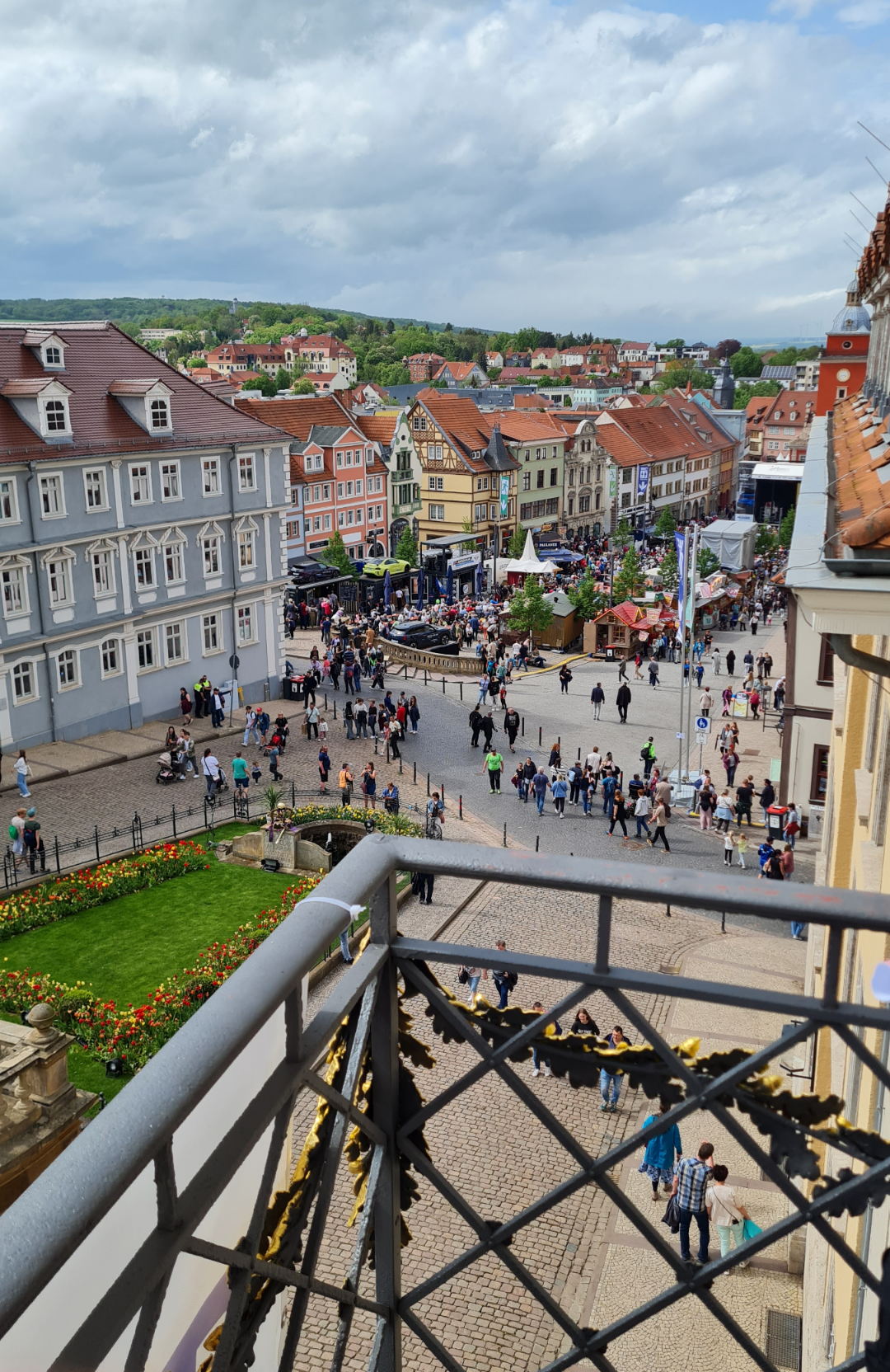
Die Festlichkeiten des Thüringentag 2025 in Gotha am Marktplatz

| Nr. | Jahr | Veranstaltungsort     | Motto                              | Bemerkung                                                                 | Besucher |
| --- | ---- | --------------------- | ---------------------------------- | ------------------------------------------------------------------------- | -------- |
| 1.  | 1996 | Altenburg             | Das erste Mal                      |                                                                           | 200.000  |
| 2.  | 1997 | Heilbad Heiligenstadt | Doppelt hält besser                | Feier im Jahr der 1100. erstmaligen urkundlichen Erwähnung des Eichsfelds |          |
| 3.  | 1998 | Ilmenau               | Regen, Riesenbratwurst und Rekorde |                                                                           | 080.000  |
| 4.  | 1999 | Saalfeld/Saale        | Das Premierenfest                  | Feier im Jahr des 1100. Stadtjubiläums                                    | 230.000  |
| 5.  | 2000 | Erfurt                | Brücken bauen                      |                                                                           | 400.000  |
| 6.  | 2001 | Gera                  | gera.de hier                       |                                                                           | 320.000  |
| 7.  | 2002 | Sonneberg             | Sonneberg spielt auf!              |                                                                           | 200.000  |
| 8.  | 2003 | Mühlhausen/Thüringen  | Miteinander mittendrin             |                                                                           | 100.000  |
| 9.  | 2005 | Meiningen             | Bühne frei in Meiningen            |                                                                           | 200.000  |
| 10. | 2006 | Jena                  | Rendezvous in Jena                 |                                                                           | 300.000  |
| 11. | 2007 | Eisenach              | Mit Freude helfen                  | Feier im Elisabeth-Jahr                                                   | 150.000  |
| 12. | 2009 | Greiz                 | Greiz hat Reiz!                    |                                                                           | 210.000  |
| 13. | 2011 | Gotha                 | Gotha adelt!                       |                                                                           | 209.000  |
| 14. | 2013 | Sondershausen         | Mit fürstlicher Note               |                                                                           | 140.000  |
| 15. | 2015 | Pößneck               | Viele Seiten: Pößneck!             |                                                                           | 123.000  |
| 16. | 2017 | Apolda                | Apolda klingt!                     | Apolda ist auch Gastgeber der Landesgartenschau 2017                      | 135.000  |
| 17. | 2019 | Sömmerda              | Ganz schön Sömmerda                |                                                                           | 140.000  |
| 18. | 2023 | Schmalkalden          | Thüringens grüner Tag              | ursprünglich 2021; verschoben, Bekanntgabe am 8. September 2020           |          |
| 19. | 2025 | Gotha                 | Feiern unterm Friedenstein         |                                                                           | 250.000  |
| 20. | 2027 | Nordhausen            |                                    |                                                                           |          |